# Nava Mau
Nava Mau (Città del Messico, 14 maggio 1992) è un'attrice, regista e sceneggiatrice messicana, candidata al Premio Emmy come migliore attrice non protagonista in una miniserie o film per Baby Reindeer.

## Biografia
Figlia di una consulente e un contabile, è cresciuta a San Antonio, in Texas, e a Oakland, in California. Ha conseguito la laurea presso il Pomona College di Claremont. Inizialmente ha lavorato come assistente legale con immigrati sopravvissuti a violenza, per poi diventare peer counselor, oltre a svolgere attività di patrocinio per le persone LGBTQ+ vittime di violenza. Nel 2019 ha interpretato come protagonista, diretto, prodotto e sceneggiato il cortometraggio Waking Hour. L'anno seguente ha preso parte alla realizzazione del film documentario Disclosure e ha prodotto il corto Work, presentato al Sundance Film Festival. Nel 2021 ha interpretato Ana nella serie Generation. Nel 2024 ha recitato nella miniserie Baby Reindeer, che le ha valso la candidatura al Premio Emmy come migliore attrice non protagonista in una miniserie o film.

## Vita privata
Nava Mau è una donna transgender ed ha interpretato un personaggio transgender nella maggior parte delle opere in cui ha recitato.

## Filmografia

### Attrice

#### Televisione
- Generation - serie TV, 16 episodi (2021)
- Baby Reindeer - miniserie TV, 6 episodi (2024)
- You - serie TV, 5x6 episodio (2025)

#### Cortometraggi
- Waking Hour, diretto da Nava Mau (2019)
- Femenina, diretto da Ilana G. Mittleman (2019)
- Sam's Town, regia di Emilia Quinton (2020)
- Work, regia di April Maxey (2022)
- All the Words But the One, diretto da Nava Mau (2024)

### Regista

#### Televisione
- Hidden Canyons - serie TV, 9 episodi (2022)

#### Cortometraggi
- Waking Hour (2019)
- All the Words But the One (2024)

### Sceneggiatrice

#### Televisione
- Hidden Canyons - serie TV, 8 episodi (2022)

#### Cortometraggi
- Waking Hour, diretto da Nava Mau (2019)
- All the Words But the One, diretto da Nava Mau (2024)

### Produttrice
- Waking Hour, diretto da Nava Mau - cortometraggio (2019)
- Sam's Town, regia di Emilia Quinton - cortometraggio (2020)
- Lovebites, regia di Chinwe Okorie - cortometraggio (2020)
- Work, regia di April Maxey - cortometraggio (2022)
- All the Words But the One, diretto da Nava Mau - cortometraggio (2024)

## Riconoscimenti
- Premio Emmy
  - 2024 - Candidatura alla migliore attrice non protagonista in una miniserie o film per Baby Reindeer

## Doppiatrici italiane
Nelle versioni in italiano delle opere in cui ha recitato, Nava Mau è stata doppiata da:
- Giovanna Nicodemo in Baby Reindeer